# Justin Oien
Justin Oien (Escondido, Califòrnia, 5 de maig de 1995) és un ciclista estatunidenc, professional des del 2015. Va córrer a l'equip Caja Rural-Seguros RGA. El 2019 va fitxar per l'equip UCI Continental.

## Palmarès
- 2017
  - Vencedor d'una etapa al Roine-Alps Isera Tour